# Список астероїдів (15301—15400)
| Назва                         | Тимчасове позначення | Дата відкриття    | Місце відкриття                              | Відкривач                                    |
| ----------------------------- | -------------------- | ----------------- | -------------------------------------------- | -------------------------------------------- |
| 15301 Марутессер (Marutesser) | 1992 SC2             | 21 вересня 1992   | Обсерваторія Карла Шварцшильда               | Лутц Шмадель, Ф. Бернґен                     |
| (15302) 1992 TJ1              | 1992 TJ1             | 2 жовтня 1992     | Паломарська обсерваторія                     | Генрі Гольт                                  |
| (15303) 1992 UJ2              | 1992 UJ2             | 19 жовтня 1992    | Обсерваторія Кітамі                          | Кін Ендате, Кадзуро Ватанабе                 |
| 15304 Вікберґ (Wikberg)       | 1992 UX4             | 21 жовтня 1992    | Паломарська обсерваторія                     | Керолін Шумейкер, Юджин Шумейкер             |
| (15305) 1992 WT1              | 1992 WT1             | 18 листопада 1992 | Обсерваторія Дінік                           | Ацуші Суґіе                                  |
| (15306) 1992 WK2              | 1992 WK2             | 18 листопада 1992 | Обсерваторія Кушіро                          | Сейджі Уеда, Хіроші Канеда                   |
| (15307) 1992 XK               | 1992 XK              | 15 грудня 1992    | Обсерваторія Кійосато                        | Сатору Отомо                                 |
| (15308) 1993 FR4              | 1993 FR4             | 17 березня 1993   | Обсерваторія Ла-Сілья                        | UESAC                                        |
| (15309) 1993 FZ7              | 1993 FZ7             | 17 березня 1993   | Обсерваторія Ла-Сілья                        | UESAC                                        |
| (15310) 1993 FT19             | 1993 FT19            | 17 березня 1993   | Обсерваторія Ла-Сілья                        | UESAC                                        |
| (15311) 1993 FZ22             | 1993 FZ22            | 21 березня 1993   | Обсерваторія Ла-Сілья                        | UESAC                                        |
| (15312) 1993 FH27             | 1993 FH27            | 21 березня 1993   | Обсерваторія Ла-Сілья                        | UESAC                                        |
| (15313) 1993 FM28             | 1993 FM28            | 21 березня 1993   | Обсерваторія Ла-Сілья                        | UESAC                                        |
| (15314) 1993 FL34             | 1993 FL34            | 17 березня 1993   | Обсерваторія Ла-Сілья                        | UESAC                                        |
| (15315) 1993 FX35             | 1993 FX35            | 19 березня 1993   | Обсерваторія Ла-Сілья                        | UESAC                                        |
| (15316) 1993 HH1              | 1993 HH1             | 20 квітня 1993    | Обсерваторія Кітамі                          | Кін Ендате, Кадзуро Ватанабе                 |
| (15317) 1993 HW1              | 1993 HW1             | 23 квітня 1993    | Паломарська обсерваторія                     | Е. Гелін                                     |
| 15318 Іннсбрук (Innsbruck)    | 1993 KX1             | 24 травня 1993    | Паломарська обсерваторія                     | Керолін Шумейкер                             |
| (15319) 1993 NU1              | 1993 NU1             | 12 липня 1993     | Обсерваторія Ла-Сілья                        | Ерік Вальтер Ельст                           |
| (15320) 1993 OQ8              | 1993 OQ8             | 20 липня 1993     | Обсерваторія Ла-Сілья                        | Ерік Вальтер Ельст                           |
| 15321 Доннадін (Donnadean)    | 1993 PE8             | 13 серпня 1993    | Паломарська обсерваторія                     | Керолін Шумейкер, Девід Леві                 |
| (15322) 1993 QY               | 1993 QY              | 16 серпня 1993    | Коссоль                                      | Ерік Вальтер Ельст                           |
| (15323) 1993 QH4              | 1993 QH4             | 18 серпня 1993    | Коссоль                                      | Ерік Вальтер Ельст                           |
| (15324) 1993 QO4              | 1993 QO4             | 18 серпня 1993    | Коссоль                                      | Ерік Вальтер Ельст                           |
| (15325) 1993 QN7              | 1993 QN7             | 20 серпня 1993    | Обсерваторія Ла-Сілья                        | Ерік Вальтер Ельст                           |
| (15326) 1993 QA9              | 1993 QA9             | 20 серпня 1993    | Обсерваторія Ла-Сілья                        | Ерік Вальтер Ельст                           |
| (15327) 1993 RA3              | 1993 RA3             | 14 вересня 1993   | Паломарська обсерваторія                     | Е. Гелін                                     |
| (15328) 1993 RJ9              | 1993 RJ9             | 14 вересня 1993   | Обсерваторія Ла-Сілья                        | Анрі Дебеонь, Ерік Вальтер Ельст             |
| 15329 Сабена (Sabena)         | 1993 SN7             | 17 вересня 1993   | Обсерваторія Ла-Сілья                        | Ерік Вальтер Ельст                           |
| (15330) 1993 TO               | 1993 TO              | 8 жовтня 1993     | Обсерваторія Кітамі                          | Кін Ендате, Кадзуро Ватанабе                 |
| (15331) 1993 TO24             | 1993 TO24            | 9 жовтня 1993     | Обсерваторія Ла-Сілья                        | Ерік Вальтер Ельст                           |
| 15332 CERN                    | 1993 TU24            | 9 жовтня 1993     | Обсерваторія Ла-Сілья                        | Ерік Вальтер Ельст                           |
| (15333) 1993 TS36             | 1993 TS36            | 13 жовтня 1993    | Паломарська обсерваторія                     | Генрі Гольт                                  |
| (15334) 1993 UE               | 1993 UE              | 20 жовтня 1993    | Обсерваторія Сайдинг-Спрінг                  | Роберт Макнот                                |
| (15335) 1993 UV               | 1993 UV              | 23 жовтня 1993    | Обсерваторія Оїдзумі                         | Такао Кобаяші                                |
| (15336) 1993 UC3              | 1993 UC3             | 22 жовтня 1993    | Нюкаса                                       | Масанорі Хірасава, Шохеї Судзукі             |
| (15337) 1993 VT2              | 1993 VT2             | 7 листопада 1993  | Обсерваторія Сайдинг-Спрінг                  | Роберт Макнот                                |
| 15338 Dufault                 | 1994 AZ4             | 5 січня 1994      | Обсерваторія Кітт-Пік                        | Spacewatch                                   |
| 15339 Pierazzo                | 1994 AA9             | 8 січня 1994      | Обсерваторія Кітт-Пік                        | Spacewatch                                   |
| (15340) 1994 CE14             | 1994 CE14            | 8 лютого 1994     | Обсерваторія Ла-Сілья                        | Ерік Вальтер Ельст                           |
| (15341) 1994 CV16             | 1994 CV16            | 8 лютого 1994     | Обсерваторія Ла-Сілья                        | Ерік Вальтер Ельст                           |
| 15342 Ассізі (Assisi)         | 1994 GD10            | 3 квітня 1994     | Обсерваторія Карла Шварцшильда               | Ф. Бернґен                                   |
| (15343) 1994 PB1              | 1994 PB1             | 15 серпня 1994    | Фарра-д'Ізонцо                               | Фарра-д'Ізонцо                               |
| (15344) 1994 PA2              | 1994 PA2             | 9 серпня 1994     | Паломарська обсерваторія                     | PCAS                                         |
| (15345) 1994 PK11             | 1994 PK11            | 10 серпня 1994    | Обсерваторія Ла-Сілья                        | Ерік Вальтер Ельст                           |
| 15346 Боніфатіус (Bonifatius) | 1994 RT11            | 2 вересня 1994    | Обсерваторія Карла Шварцшильда               | Ф. Бернґен                                   |
| (15347) 1994 UD               | 1994 UD              | 26 жовтня 1994    | Стейкенбрідж                                 | Браян Маннінґ                                |
| (15348) 1994 UJ               | 1994 UJ              | 31 жовтня 1994    | Обсерваторія Оїдзумі                         | Такао Кобаяші                                |
| (15349) 1994 UX1              | 1994 UX1             | 31 жовтня 1994    | Обсерваторія Кушіро                          | Сейджі Уеда, Хіроші Канеда                   |
| 15350 Наґанума (Naganuma)     | 1994 VB2             | 3 листопада 1994  | Обсерваторія Яцуґатаке-Кобутізава            | Йошіо Кушіда, Осаму Мурамацу                 |
| (15351) 1994 VO6              | 1994 VO6             | 4 листопада 1994  | Обсерваторія Кітамі                          | Кін Ендате, Кадзуро Ватанабе                 |
| (15352) 1994 VB7              | 1994 VB7             | 11 листопада 1994 | Нюкаса                                       | Масанорі Хірасава, Шохеї Судзукі             |
| 15353 Meucci                  | 1994 WA              | 22 листопада 1994 | Коллеверде ді Ґвідонія                       | Вінченцо Касуллі                             |
| (15354) 1994 YN1              | 1994 YN1             | 31 грудня 1994    | Обсерваторія Оїдзумі                         | Такао Кобаяші                                |
| (15355) 1995 AZ3              | 1995 AZ3             | 2 січня 1995      | Коссоль                                      | Ерік Вальтер Ельст                           |
| (15356) 1995 DE               | 1995 DE              | 20 лютого 1995    | Обсерваторія Оїдзумі                         | Такао Кобаяші                                |
| (15357) 1995 FM               | 1995 FM              | 26 березня 1995   | Обсерваторія Наті-Кацуура                    | Йошісада Шімідзу, Такеші Урата               |
| (15358) 1995 FM8              | 1995 FM8             | 26 березня 1995   | Обсерваторія Кітт-Пік                        | Spacewatch                                   |
| (15359) 1995 GV2              | 1995 GV2             | 2 квітня 1995     | Обсерваторія Кітт-Пік                        | Spacewatch                                   |
| 15360 Moncalvo                | 1996 CY7             | 14 лютого 1996    | Обсерваторія Азіаґо                          | Маура Томбеллі, Джузеппе Форті               |
| (15361) 1996 DK2              | 1996 DK2             | 23 лютого 1996    | Обсерваторія Оїдзумі                         | Такао Кобаяші                                |
| (15362) 1996 ED               | 1996 ED              | 9 березня 1996    | Обсерваторія Оїдзумі                         | Такао Кобаяші                                |
| 15363 Ізаї (Ysaye)            | 1996 FT6             | 18 березня 1996   | Обсерваторія Кітт-Пік                        | Spacewatch                                   |
| (15364) 1996 HT2              | 1996 HT2             | 17 квітня 1996    | Обсерваторія Кітт-Пік                        | Spacewatch                                   |
| (15365) 1996 HQ9              | 1996 HQ9             | 17 квітня 1996    | Обсерваторія Ла-Сілья                        | Ерік Вальтер Ельст                           |
| (15366) 1996 HR16             | 1996 HR16            | 18 квітня 1996    | Обсерваторія Ла-Сілья                        | Ерік Вальтер Ельст                           |
| (15367) 1996 HP23             | 1996 HP23            | 20 квітня 1996    | Обсерваторія Ла-Сілья                        | Ерік Вальтер Ельст                           |
| 15368 Katsuji                 | 1996 JZ              | 14 травня 1996    | Моріяма (Сіґа)                               | Роберт Макнот, Ясукадзу Ікарі                |
| (15369) 1996 KB               | 1996 KB              | 16 травня 1996    | Обсерваторія Галеакала                       | NEAT                                         |
| 15370 Канчі (Kanchi)          | 1996 NW              | 15 липня 1996     | Обсерваторія Кума Коґен                      | Акімаса Накамура                             |
| 15371 Стюард (Steward)        | 1996 RZ18            | 15 вересня 1996   | Обсерваторія Кітт-Пік                        | Spacewatch                                   |
| 15372 Агрідженто (Agrigento)  | 1996 TK41            | 8 жовтня 1996     | Обсерваторія Ла-Сілья                        | Ерік Вальтер Ельст                           |
| (15373) 1996 WV1              | 1996 WV1             | 20 листопада 1996 | Станція Сінлун                               | SCAP                                         |
| 15374 Тета (Teta)             | 1997 BG              | 16 січня 1997     | Обсерваторія Клеть                           | Мілош Тіхі, Зденек Моравец                   |
| (15375) 1997 BO9              | 1997 BO9             | 30 січня 1997     | Обсерваторія Азіаґо                          | Уліссе Мунарі, Маура Томбеллі                |
| 15376 Мартак (Martak)         | 1997 CT1             | 1 лютого 1997     | Обсерваторія Модри                           | Петер Колені, Леонард Корнош                 |
| (15377) 1997 KW               | 1997 KW              | 31 травня 1997    | Станція Сінлун                               | SCAP                                         |
| 15378 Артін (Artin)           | 1997 PJ2             | 7 серпня 1997     | Прескоттська обсерваторія                    | Пол Комба                                    |
| 15379 Алефранц (Alefranz)     | 1997 QG1             | 29 серпня 1997    | Сормано                                      | Пієро Сіколі, Паоло К'явенна                 |
| (15380) 1997 QQ4              | 1997 QQ4             | 30 серпня 1997    | Коссоль                                      | ODAS                                         |
| 15381 Спадоліні (Spadolini)   | 1997 RB1             | 1 вересня 1997    | П'яноро                                      | Вітторіо Ґоретті                             |
| 15382 Віан (Vian)             | 1997 SN              | 20 вересня 1997   | Обсерваторія Ондржейов                       | Ленка Коткова                                |
| (15383) 1997 SE3              | 1997 SE3             | 21 вересня 1997   | Вумера                                       | Френк Золотовскі                             |
| 15384 Самкова (Samkova)       | 1997 SC4             | 26 вересня 1997   | Обсерваторія Ондржейов                       | Петр Правец                                  |
| 15385 Даллолмо (Dallolmo)     | 1997 SP4             | 25 вересня 1997   | Обсерваторія Сан-Вітторе                     | Обсерваторія Сан-Вітторе                     |
| 15386 Ніколіні (Nicolini)     | 1997 ST4             | 25 вересня 1997   | Астрономічна обсерваторія Мадонни Доссобуоно | Астрономічна обсерваторія Мадонни Доссобуоно |
| (15387) 1997 SQ17             | 1997 SQ17            | 30 вересня 1997   | Обсерваторія Наніо                           | Томімару Окуні                               |
| 15388 Коелум (Coelum)         | 1997 ST17            | 27 вересня 1997   | Обсерваторія Сан-Вітторе                     | Обсерваторія Сан-Вітторе                     |
| 15389 Ґефлорш (Geflorsch)     | 1997 TL6             | 2 жовтня 1997     | Коссоль                                      | ODAS                                         |
| 15390 Знойіл (Znojil)         | 1997 TJ10            | 6 жовтня 1997     | Обсерваторія Ондржейов                       | Петр Правец                                  |
| (15391) 1997 TS16             | 1997 TS16            | 3 жовтня 1997     | Обсерваторія Санта-Лючія Стронконе           | Антоніо Ваньоцці                             |
| 15392 Будежицький (Budejicky) | 1997 TO19            | 11 жовтня 1997    | Обсерваторія Ондржейов                       | Ленка Коткова                                |
| (15393) 1997 TR24             | 1997 TR24            | 9 жовтня 1997     | Станція Сінлун                               | SCAP                                         |
| (15394) 1997 TQ25             | 1997 TQ25            | 12 жовтня 1997    | Станція Сінлун                               | SCAP                                         |
| 15395 Рюкл (Rukl)             | 1997 UV              | 21 жовтня 1997    | Обсерваторія Ондржейов                       | Петр Правец                                  |
| 15396 Говардмур (Howardmoore) | 1997 UG2             | 24 жовтня 1997    | Прескоттська обсерваторія                    | Пол Комба                                    |
| 15397 Ксоарі (Ksoari)         | 1997 UK7             | 27 жовтня 1997    | Штаркенбурзька обсерваторія                  | Штаркенбурзька обсерваторія                  |
| (15398) 1997 UZ23             | 1997 UZ23            | 30 жовтня 1997    | Станція Андерсон-Меса                        | Браян Скіфф                                  |
| 15399 Гудець (Hudec)          | 1997 VE              | 2 листопада 1997  | Обсерваторія Клеть                           | Яна Тіха, Мілош Тіхі                         |
| (15400) 1997 VZ               | 1997 VZ              | 1 листопада 1997  | Обсерваторія Оїдзумі                         | Такао Кобаяші                                |

| ← Астероїди 10001—20000 → |             |             |             |             |             |             |             |             |             |
| 10001—10100               | 11001—11100 | 12001—12100 | 13001—13100 | 14001—14100 | 15001—15100 | 16001—16100 | 17001—17100 | 18001—18100 | 19001—19100 |
| 10101—10200               | 11101—11200 | 12101—12200 | 13101—13200 | 14101—14200 | 15101—15200 | 16101—16200 | 17101—17200 | 18101—18200 | 19101—19200 |
| 10201—10300               | 11201—11300 | 12201—12300 | 13201—13300 | 14201—14300 | 15201—15300 | 16201—16300 | 17201—17300 | 18201—18300 | 19201—19300 |
| 10301—10400               | 11301—11400 | 12301—12400 | 13301—13400 | 14301—14400 | 15301—15400 | 16301—16400 | 17301—17400 | 18301—18400 | 19301—19400 |
| 10401—10500               | 11401—11500 | 12401—12500 | 13401—13500 | 14401—14500 | 15401—15500 | 16401—16500 | 17401—17500 | 18401—18500 | 19401—19500 |
| 10501—10600               | 11501—11600 | 12501—12600 | 13501—13600 | 14501—14600 | 15501—15600 | 16501—16600 | 17501—17600 | 18501—18600 | 19501—19600 |
| 10601—10700               | 11601—11700 | 12601—12700 | 13601—13700 | 14601—14700 | 15601—15700 | 16601—16700 | 17601—17700 | 18601—18700 | 19601—19700 |
| 10701—10800               | 11701—11800 | 12701—12800 | 13701—13800 | 14701—14800 | 15701—15800 | 16701—16800 | 17701—17800 | 18701—18800 | 19701—19800 |
| 10801—10900               | 11801—11900 | 12801—12900 | 13801—13900 | 14801—14900 | 15801—15900 | 16801—16900 | 17801—17900 | 18801—18900 | 19801—19900 |
| 10901—11000               | 11901—12000 | 12901—13000 | 13901—14000 | 14901—15000 | 15901—16000 | 16901—17000 | 17901—18000 | 18901—19000 | 19901—20000 |